# Shigeru Inoda
Shigeru Inoda (伊野田繁, Inoda Shigeru) est un astronome amateur japonais né en 1955 et mort en 2008.
D'après le Centre des planètes mineures, il a découvert dix-sept astéroïdes entre 1986 et 1992. À l'exception de (3394) Banno, ils ont tous été codécouverts avec Takeshi Urata.
L'astéroïde (5484) Inoda porte son nom.

## Astéroïdes découverts
| (3394) Banno          | 16 février 1986 |
| (3902) Yoritomo       | 14 janvier 1986 |
| (3950) Yoshida        | 8 février 1986  |
| (5242) Kenreimonin    | 18 janvier 1991 |
| (5851) Inagawa        | 23 février 1991 |
| (6197) Taracho        | 10 janvier 1992 |
| (6211) Tsubame        | 19 février 1991 |
| (6233) Kimura         | 8 février 1986  |
| (6270) Kabukuri       | 18 janvier 1991 |
| (6324) Kejonuma       | 23 février 1991 |
| (6725) Engyoji        | 21 février 1991 |
| (6786) Doudantsutsuji | 21 février 1991 |
| (7764) 1991 AB        | 7 janvier 1991  |
| (7874) 1991 BE        | 18 janvier 1991 |
| (9178) Momoyo         | 23 février 1991 |
| (15738) 1991 DP       | 21 février 1991 |
| (43795) 1991 AK1      | 15 janvier 1991 |